# Simoeis

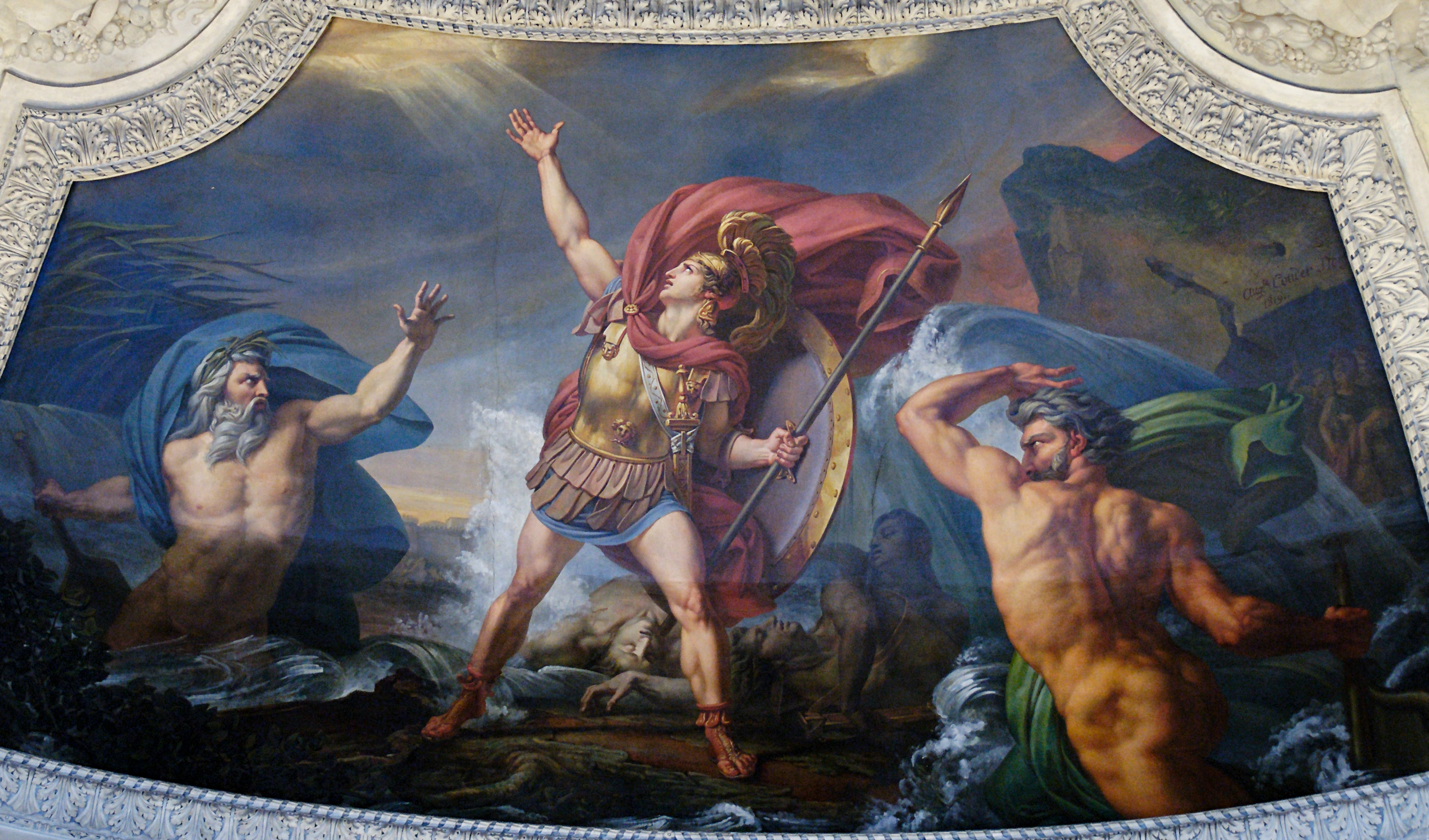
Nước, hay là Trận chiến của Achilles đánh lại Scamander và Simoeis, tranh của Auguste Couder, 1819.

Simoeis hay Simois /ˈsɪmoʊɪs/ (tiếng Hy Lạp cổ: Σιμόεις Simóeis) là một dòng sông ở đồng bằng thành Troy, ngày nay được gọi là Dümruk Su (Dümrek Çayı). Đây cũng là tên của vị thần cai quản dòng sông này trong thần thoại Hy Lạp.

## Sông
Simoeis là một dòng sông nhỏ bắt nguồn từ núi Ida hoặc chính xác hơn là núi Cotylus, chảy qua thành Troy, nhập vào sông Scamander chảy dưới thành. Dòng sông này thường xuyên được nhắc đến trong sử thi Iliad và được đề cập là một dòng sông chảy xiết trên núi. Nó cũng được nhà địa lý cổ đại Strabo, Ptolemy, Stephanus của Byzantium Pomponius Mela, và Pliny Lớn ghi chú lại. Ngày nay, dòng chảy của nó đã bị thay đổi đến mức nó không còn là phụ lưu của sông Scamander mà chảy thẳng vào eo biển Hellespont.

## Gia đình
Như các thần sông khác, Simoeis là con trai của Oceanus và Tethys. Simoeis có hai người con gái được gả vào hoàng tộc thành Troy. Một người con gái là Astyoche lấy Erichthonius, và người con gái khác là Hieromneme lấy Assaracus.

## Thần thoại
Khi các vị thần tham gia chiến tranh thành Troy, Simoeis hỗ trợ cho quân Troy. Scamander, một thần sông khác cũng đứng về phía quân Troy kêu gọi Simoeis trợ giúp ông chiến đấu lại với Achilles (Iliad, 21.311-15). Trước khi Simoeis kịp đáp ứng yêu cầu trợ giúp của Scamander, Hephaestus đã cứu được Achilles bằng việc dùng lửa khuất phục Scamander.